# 35e congrès national de la SFIO
Le 35e congrès de la SFIO, aussi appelé Congrès de Royan, se tient à Royan du  4 au 7 juin 1938.
Le Congrès approuve par 4 904 voix contre 3 033 (292 abstentions et 78 absents) la dissolution de la Fédération de la Seine en mars 1938 pour avoir organisé une manifestation contre la participation ministérielle et la politique d’Union nationale préconisée par Léon Blum comme réplique à l'Anschluss, ce qui provoque la scission de Marceau Pivert qui fonde le Parti socialiste ouvrier et paysan (PSOP).